# Андроников, Иван Малхазович
Князь Ива́н Малхазович Андро́ников, Андроникашвили (11 ноября 1798, Кодало — 19 сентября 1868, Кодало) — русский военачальник, генерал от кавалерии (14.06.1868), герой русско-персидской войны 1826-1828 гг., покорения Кавказа, русско-турецкой войны 1828-1829 гг. и Крымской войны.

## Биография
Иван Андроников происходил из древнего рода кахетинских князей Андроникашвили (Андрониковых). Сын князя Мелхиседека (Малхаза, 1773—1822) и его жены царевны Мариам Арчиловны (1775—1854), дочери царевича Арчила и племянницы имеретинского царя Соломона I, сестры имеретинского царя Соломона II; бабка его, царевна Елена, была дочерью царя Грузии Ираклия II.
Службу начал в 1817 году юнкером в лейб-гвардии Конном полку, откуда, семь лет спустя, в чине майора перевёлся на Кавказ, вступив в ряды Нижегородского драгунского полка.
Здесь вскоре представился для него случай боевых отличий: начавшаяся в 1826 году война с Персией поставила Андронникова ближайшим участником военных действий. В сражении при Елизаветполе, в то время, когда на левом фланге и в центре русские войска уже могли торжествовать победу, на правом фланге им грозило поражение. Персидские войска, опрокинув два слабых казачьих полка, уже обходили линию русских войск, когда Андронников получил приказание своим дивизионом нижегородцев атаковать обходную персидскую колонну. Андронников обскакал неприятеля справа и ударил на него во фланг. По словам очевидцев, «это была одна из самых стремительных, бурных атак, — и всё, что попало под этот несущийся ураган, было смято и стоптано. Эскадроны Андронникова врезались в самую середину неприятельских войск и произвели в них страшное опустошение». «Только гористая, изрытая оврагами, местность, — доносил потом командир Нижегородского полка полковник И. П. Шабельский, — спасла неприятеля от истребления и не дозволила нанести ему такой вред, какой бегущая и расстроенная пехота должна была ожидать от кавалерии». Напрасно Андронников пытался ещё раз обскакать неприятеля, чтобы замедлить его бегство и подставить под удар нашей пехоты. Местность была адская и только уже перед самым Куракчайским ущельем Андронникову удалось, наконец, отрезать часть вражеских батальонов и изрубить их в рукопашной схватке. Таким образом, успех был обеспечен по всей линии. За это дело Андронников был награждён орденом Святого Владимира 4-й степени с бантом.
В кампанию 1827 года против персидских войск Андронников отличился в бою при Джеван-Булахе. Его 1-й дивизион, вместе со 2-м дивизионом Нижегородцев, в решительную минуту опрокинули огромную конную массу персов и, прорвав центр их боевого порядка, кинулись на каменистую гору, где под сенью особого «победного» знамени главнокомандующий персидской армией, принц Аббас-Мирза, наблюдал за ходом боя. Аббас-Мирза едва ускакал от драгун, но знамя и шесть знатных вельмож его свиты, среди которых был ближайший помощник главнокомандующего Наджав-хан, после рукопашной схватки, в которой Андронников был ранен пулей в голову, были взяты в плен. За это дело Андронников был награждён орденом Святой Анны 2-й степени. Рана не помешала Андронникову участвовать во взятии в том же году крепостей Сардар-Абад и Эривань, за подвиги под стенами которых он был произведён в подполковники.
Едва закончилась война с Персией, началась в 1828 году война с Турцией — и Андронников во главе своего 1-го дивизиона Нижегородцев очутился под стенами Ахалцихе.
Здесь 5 августа 1828 года внезапно разыгрался горячий кавалерийский бой, который окончился для русских победой единственно благодаря доблести Андронникова. Прикрытый со стороны Ахалцихе сильным редутом, лагерь осадного корпуса не был обеспечен с левого фланга. Чтобы обезопасить его, И. Ф. Паскевич приказал батальону егерей заложить редут на правом берегу реки недалеко от деревни Марда. Турки потеснили егерей, на помощь последним двинуты были Нижегородские драгуны, которые прогнали турок. Преследуя их, 2-й эскадрон зарвался, потерял связь с полком и был окружён тысячными толпами турок. Гибель его казалась неизбежной. Заметив критическое положение своего 2-го эскадрона, Андронников, под первым впечатлением, один помчался к нему, был окружён турками и едва не попался в плен. Пробившись назад, он подхватил 1-й эскадрон с 2 орудиями и понёсся на выручку. Произошёл короткий, но горячий бой — турки бежали, оставив в руках нижегородцев два знамени. За это дело Андронников был произведён в полковники, а за участие во взятии Ахалкалаки награждён алмазными знаками к ордену Святой Анны 2-й степени.
Временно командуя Нижегородским драгунским полком в кампанию 1829 года, Андронников особенно отличился при взятии укреплений Байбурта. Вызванный с полком из резерва против турецкой конницы, прикрывавшей передовые укрепления, Андронников смёл её бешеной атакой, пронёсся через укреплённый лагерь турецкой пехоты, захватил на своём пути батареи и редуты и ворвался в самый город. «Не прошло 10 минут от начала атаки, — говорит историк Нижегородского полка, — как вся линия городских укреплений, с редутами и батареями, пала под ударом 6 эскадронов драгун».
6 августа 1830 года Андронников был награждён орденом Святого Георгия 4-й степени
За отличие в сражении с турками под Бейбуртом 27 сентября 1829 года, где захватил турецкую батарею
Назначенный Паскевичем в том же 1829 году командиром Нижегородского драгунского полка, Андронников едва успел довести полк до штаб-квартиры в Кара-агаче (в марте 1830 г.), как вынужден был покинуть его. Дело в том, что тогдашний военный министр граф А. И. Чернышёв сообщил Паскевичу, что в Санкт-Петербурге предполагается назначить командиром Нижегородского драгунского полка подполковника Доброва. Паскевич, желая угодить Чернышёву, сейчас же предложил Андронникову взять кавалерийский полк в России. Обиженный Андронников ответил, что предпочитает заняться устройством личных дел — и был зачислен по армии. В этом положении он пробыл 19 лет, в течение которых неоднократно, по собственному желанию, принимал участие в экспедициях.

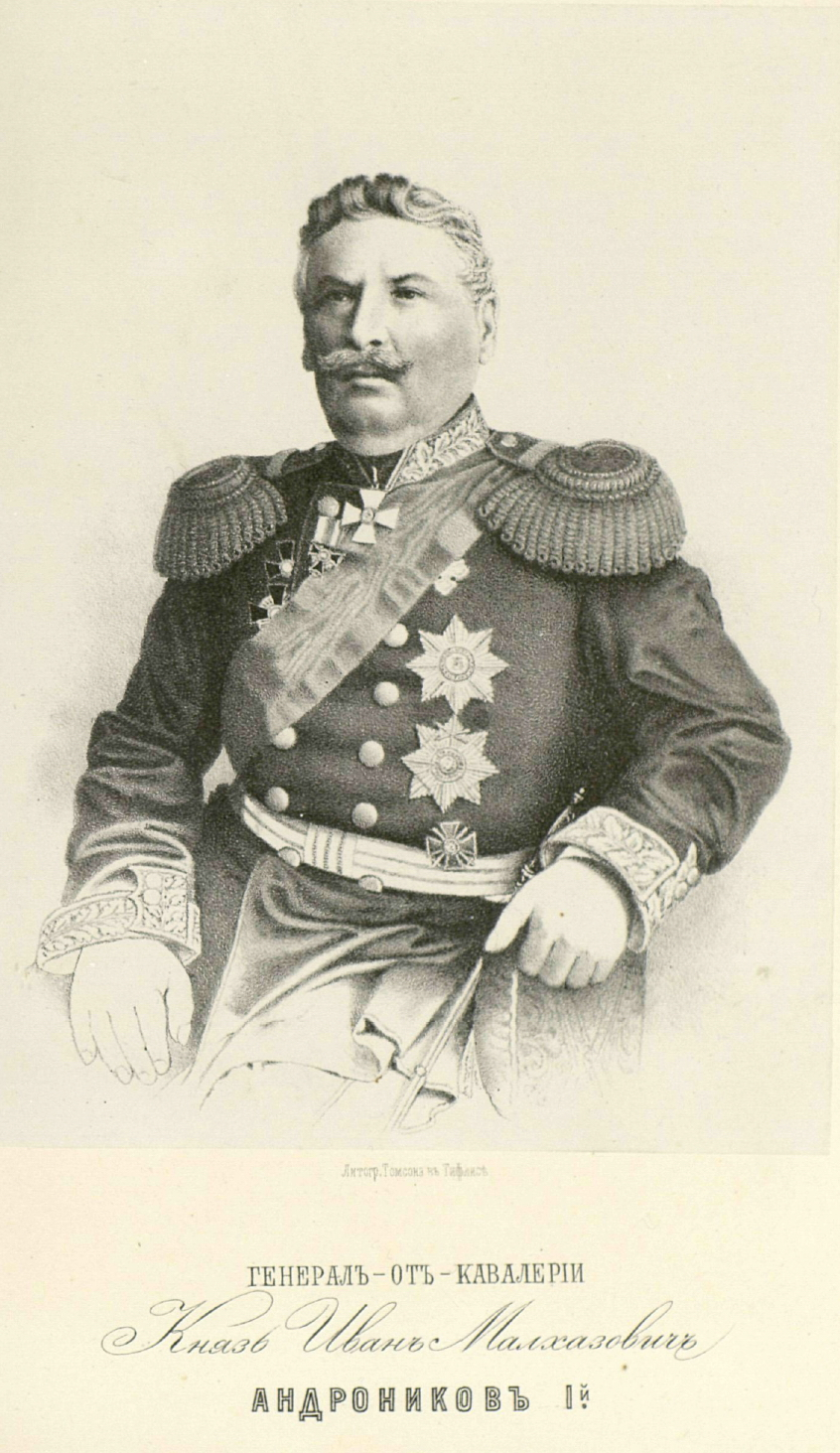
Генерал от кавалерии, князь Иван Малхазович Андроников

Так, в 1837 году он был в походе против горцев на Лезгинской линии. В 1840 году командовал отдельным отрядом, усмирявшим Осетию. Причём, взял с боя до 50 укреплённых аулов и самые опасные из них Тиб и Багиат. В 1841 году участвовал в Дагестанском походе генерала Е А. Головина и за особые отличия был произведён 1 января 1842 года в генерал-майоры. В 1847 году за отличия при штурмах Гергебиля и Салты награждён орденами Святого Владимира 3-й степени и Святого Станислава 1-й степени.
В 1849 году князь Андронников по настоянию князя М. С. Воронцова был назначен военным губернатором Тифлиса и управляющим гражданской частью Тифлисской губернии. 6 декабря 1850 года он был произведён в генерал-лейтенанты.
Из его деятельности на административном поприще следует отметить усмирение волнений в Ахалцихе и мятежа в Южной Осетии, где восстанием руководил Махамат Томаев (1850 год). 
Оставаясь до 1856 года в должности губернатора, князь Андронников не устранял себя и от боевой деятельности. В начале Крымской войны, получив в командование Ахалцихский отряд, он одержал 12 ноября 1853 года первую в эту войну победу над турками, нанеся под Ахалцихом со своим 5-тысячным отрядом полное поражение 20-тысячному корпусу Али-паши и захватил 5 знамён, 18 значков, 11 орудий, все артиллерийские припасы и весь турецкий лагерь (см. Ахалцихское сражение).
За эту победу Андронников был награждён 30 ноября 1853 года орденом Святого Георгия 3-й степени № 475
В воздаяние блистательной победы, ознаменованной подвигами отличной храбрости и примернаго мужества и распорядительности, оказанных в бою 14 ноября 1853 года с 18 тысячным турецким корпусом под Ахалцихом, где, имея 7 1/2 баталионов пехоты, 9 казачьих сотен и 17 сотен милиции при 14 орудиях, вступил в бой, и, несмотря на отчаянное сопротивление неприятеля в продолжении целаго дня, нанёс ему совершенное поражение
4 июня 1854 года Андронников у реки Чолок вторично нанёс туркам серьёзное поражение, истребив с 10-тысячным отрядом 30-тысячный корпус Селима-паши, захватив всю артиллерию (15 орудий), 35 знамён и значков, три лагеря со всем имуществом, парками и магазинами (см. битва у реки Чолок). За эту победу он был награждён 25 июня 1854 года орденом Святого Александра Невского. Однако, по оценкам современников[каких?], указанные «победы были не столько следствием обдуманных соображений и зрелой с его стороны распорядительности, сколько счастья, стойкости войск и распорядительности частных начальников» (Эристова, Майделя, Бруннера).
После окончания Крымской войны, Андронников получил назначение состоять при главнокомандующем. 14 июня 1868 года он был произведён в генералы от кавалерии, а 19 сентября того же года внезапно скончался.

## Награды
- Орден Святого Владимира 4-й степени с бантом (27 января 1827)
- Орден Святой Анны 2-й степени (2 октября 1827)

- Алмазные знаки к ордену Святой Анны 2-й степени (16 ноября 1828)

- Орден Святого Георгия 4-й степени (6 августа 1830)

- Орден Святого Станислава 2-й степени (1840)

- Орден Святого Владимира 3-й степени (6 февраля 1847)

- Орден Святого Станислава 1-й степени (22 ноября 1847)

- Орден Святой Анны 1-й степени (22 августа 1853)

- Орден Святого Георгия 3-й степени (30 ноября 1853)
- Орден Святого Александра Невского (25 июня 1854)

- Орден Святого Владимира 2-й степени с мечами (1858)